# S.O.W. センスオブワンダー
「S.O.W. センスオブワンダー」（センス オブ ワンダー）は、日本の女性アイドルグループ・アイドリング!!!の楽曲。2010年1月27日にポニーキャニオンからリリースした、通算11枚目のシングル。楽曲は、leonn（作詞）と日比野裕史（作曲）の共作で、テレビアニメ『FAIRY TAIL』の主題歌。

## 背景・制作
前作のユニット曲「ラブマジック♡フィーバー」から、翌月に発表した11thシングル。
次作までに新メンバーが加入するため、15人編成では最後のシングル作品で、アイドリング!!!名義では、昨夏の「無条件☆幸福」から半年後のリリースになる。また、デビューシングル以来の、テレビアニメ・タイアップ楽曲となっている。
なお、表題の頭文字「S.O.W.」は、厳密には読み方に含まず、"センス オブ ワンダー"のみを発音する。
収録曲
制作は、leonn（作詞）・日比野裕史（作編曲）が担当し、以降このコンビで当グループ楽曲の多くを手掛けている。c/w曲「Don't be afraid」「機種変エクスタシィ」の担当も、酒井健作・渡辺徹 (作曲家)といった、グループに馴染みのあるライターが顔を揃えた。
表題曲はアイドリング!!!のメディア以外に、アニメ『FAIRY TAIL』名義のCD「オープニング&エンディングテーマソングス」集にも収録されている。
収録メンバー
- 遠藤舞・外岡えりか・谷澤恵里香・フォンチー・横山ルリカ・森田涼花・河村唯・長野せりな・酒井瞳・朝日奈央・菊地亜美・三宅ひとみ・橘ゆりか・大川藍・橋本楓

## リリース
シングルCDは通常盤・初回限定盤に、アニメ向けFAIRY TAIL盤の3形態でリリース。初回限定盤とFAIRY TALE盤には、DVDが付属する。FAIRY TAIL盤と通常盤の初回生産分には、トレーディングカード（各形態別15種、計30種の内ランダム1枚）の封入特典が付く。
特典企画
協力店舗でのみ、先着購入者に「オリジナル・トレーディングカード（各店絵柄4種の内ランダム1枚）」を進呈する、コラボ企画を実施している。
アートワーク
CDジャケットおよびステージ衣装は、『FAIRY TAIL』に登場するキャラクター「ルーシィ・ハートフィリア」をイメージしたデザインとなっている。

## プロモーション
楽曲のプロモーションで、以下のメディアに出演した。
テレビ番組
- めざましテレビ（2010年1月19日、フジテレビ） - MVオンエア
- ピラメキーノ（2010年2月8 - 19日、テレビ東京系）

ラジオ番組
- DJ Tomoaki's Radio Show!（2010年2月4日、下北FM）

主催企画
発売記念イベント兼ねた握手会が、以下の日時・場所で実施された。
「S.O.W. センスオブワンダー」発売記念イベント
- 2010年1月26 - 30日 フジテレビ湾岸スタジオ

## ミュージック・ビデオ
ミュージック・ビデオはリリース後に、アイドリング!!!公式YouTubeチャンネルで、フルバージョンが無料公開された。初回限定盤とFAIRY TALE盤に付属するDVDにも収録されている。また、テレビアニメ『FAIRY TAIL』でオンエア（テロップあり）に使用した「ノンテロップオープニング映像」が、FAIRY TALE盤に収録されている。

## ライブ・パフォーマンス
発売記念イベント兼ねたミニライブが、以下の日時・場所で実施された。
「S.O.W. センスオブワンダー」発売記念イベント
- 2010年1月31日 東京ドームシティ ラクーアガーデンステージ

ライブイベント
収録曲は、以下のイベント等でライブ披露している。
- アイドリング!!! 7thライブ 人生=修行ナリング!!!（2010年1月24日、東京厚生年金会館大ホール）
- アイドリング!!!@はちたまライブ vol.8（2010年2月21日、フジテレビ球体展望室）

## メディアでの使用
収録曲は以下のメディアで使用された。
「S.O.W. センスオブワンダー」
- テレビ東京系テレビアニメ『FAIRY TAIL』2010年1月 - 3月度オープニングテーマ

「Don't be afraid」
- フジテレビ系『奇跡体験!アンビリバボー』2010年1月 - 3月度エンディングテーマ

## シングル収録トラック
| #         | タイトル                                    | 作詞      | 作曲       | 編曲            | 時間  |
| --------- | ------------------------------------------- | --------- | ---------- | --------------- | ----- |
| 1.        | 「S.O.W. センスオブワンダー」               | leonn     | 日比野裕史 | 日比野裕史      | 4:00  |
| 2.        | 「Don't be afraid」                         | leonn     | BOUNCEBACK | 渡辺徹 (作曲家) | 4:13  |
| 3.        | 「機種変エクスタシィ」                      | 酒井健作  | 日比野裕史 | 日比野裕史      | 4:09  |
| 4.        | 「S.O.W. センスオブワンダー」(Instrumental) |           |            |                 | 3:59  |
| 合計時間: | 合計時間:                                   | 合計時間: | 合計時間:  | 合計時間:       | 16:21 |

| #  | タイトル                                    | 作詞 | 作曲・編曲 |
| -- | ------------------------------------------- | ---- | ---------- |
| 1. | 「S.O.W. センスオブワンダー」(Music Video)  |      |            |
| 2. | 「S.O.W. センスオブワンダー」(ドキュメント) |      |            |

| #  | タイトル                                             | 作詞 | 作曲・編曲 |
| -- | ---------------------------------------------------- | ---- | ---------- |
| 1. | 「S.O.W. センスオブワンダー」(Music Video)           |      |            |
| 2. | 「アニメ「FAIRY TAIL」ノンテロップオープニング映像」 |      |            |